# Rheinische Post

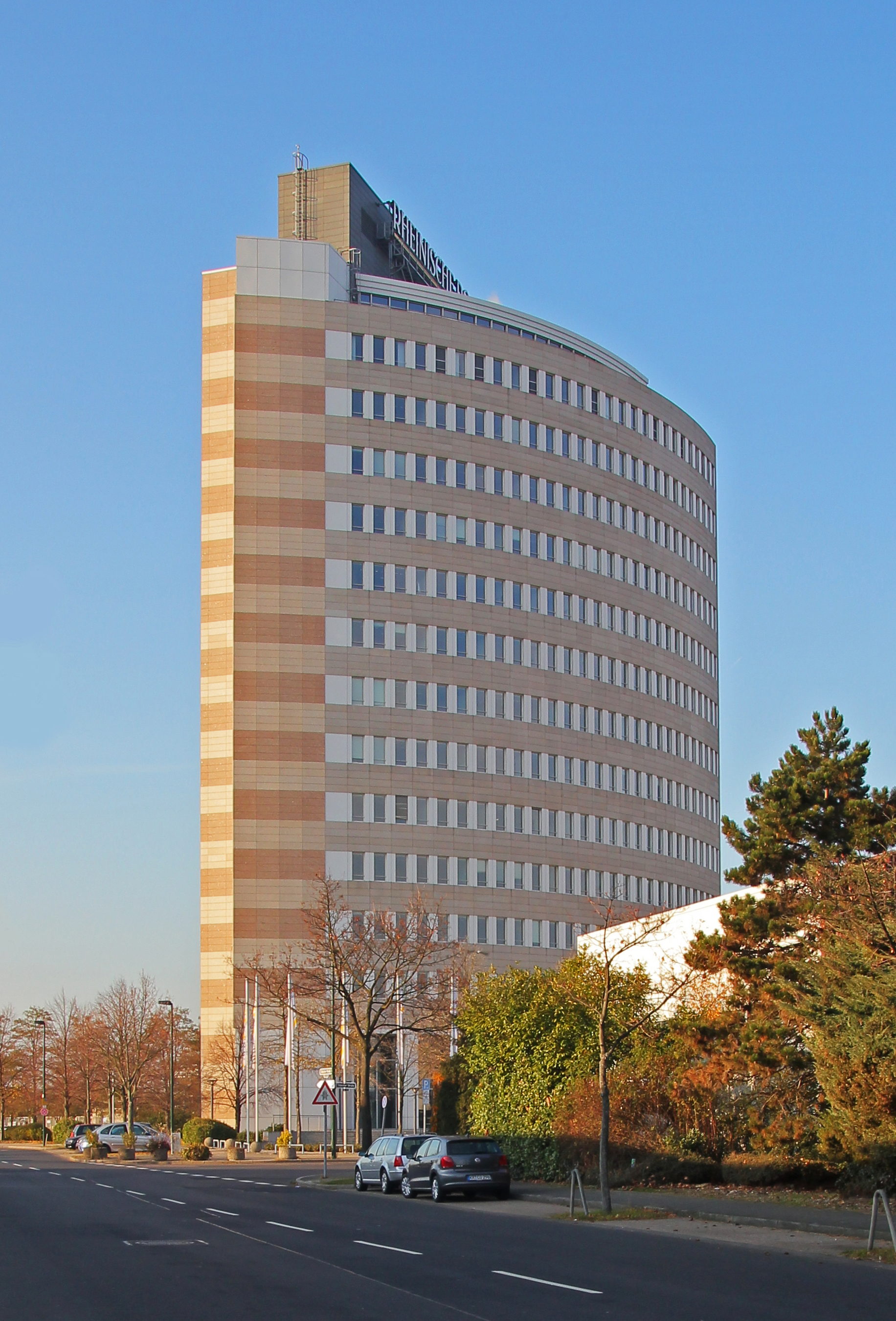
Redaktionshuset i Düsseldorf.

Rheinische Post är en tysk regional dagstidning, med huvudredaktion i Düsseldorf. Tidningen har sexdagarsutgivning och en såld daglig tryckt upplaga på 299 974 exemplar under 2:a kvartalet 2016, med omkring 814 000 dagliga läsare måndag–lördag. 
Tidningens huvudinriktning är regionala nyheter i Nordrhein-Westfalen, främst Niederrhein och Bergisches Land, med lokalupplagorna Bergische Morgenpost i Bergisches Land, Solinger Morgenpost i Solingen och Neuss Grevenbroicher Zeitung i Rhein-Kreis Neuss. Tidningen har även en Berlinredaktion och egna utrikeskorrespondenter i USA, Storbritannien, Belgien, Frankrike och Ryssland och har en förhållandevis hög andel egenproducerat journalistiskt material, omkring 80 procent.
Tidningen grundades av förläggaren Anton Betz, CDU-politikern Karl Arnold och juristen Erich Wenderoth 1946 i den brittiska ockupationszonen, och ges fortfarande ut av ättlingar till grundarna. Ägare är mediekoncernen Rheinische Post Mediengruppe.